# Андре Боневё
Андре Боневё (фр. André Beauneveu; ок. 1335, Валансьен, графство Геннегау [ныне территория Франции] — ок. 1400, Бурж) — бельгийско-французский скульптор и живописец, работавший при дворах французского короля Карла V и его брата Жана Беррийского.

## Биография
Информация о жизни Андре Боневё чрезвычайно скудна и ограничена несколькими финансовыми документами его покровителей. Самое раннее упоминание «Мастера Андре, живописца» (предполагают, что это был Боневё) появляется в счетах герцогини Иоланды де Бар в 1359 году.
«Мастер Андре» оформлял часовню в замке герцогини Ньепп (не сохранился). В 1364 году он работал в Париже в большой художественной мастерской, созданной Карлом V. В документе король Франции именует его «наш уважаемый Андре Боневё, наш скульптор». Отсутствуют сведения о том, где жил и работал Боневё с 1367 по 1372 гг. Предполагается, согласно сообщению его современника и друга Жана Фруассара, что в это время Боневё вместе с Жаном де Льежем работал при английском королевском дворе для Филиппы Геннегау. Однако отсутствуют другие свидетельства для подтверждения этого предположения, и имя Боневё в течение этого периода не появляется в обычно подробных счетах Вестминстера.
В 1372 году Боневё вернулся в Нидерланды, где работал на многочисленных заказчиков как из аристократических, так и из бюргерских кругов. В 1386 году он переехал в Бурж, ко двору одного из самых крупных меценатов средневековой Европы, Жана Беррийского. Боневё осуществлял общее руководство над работами скульпторов и художников герцога. Он принимал участие в украшении фамильной резиденции герцога — замка Мегон-сюр-Йевр и, возможно, создал витражи и скульптуру капеллы в замке Буржа, устроенной по образцу парижской Сент-Шапель. После 1388 года следы Боневё теряются, но предполагается, что он умер в 1400 году.

## Творчество

### Миниатюры
Одна из немногих иллюминированных рукописей, в создании которой несомненно принимал участие Андре Боневё, — Псалтирь Жана Беррийского (Париж, Национальная библиотека, Мs. fr. 13091). Авторство Боневё было установлено благодаря инвентарной описи 1402 года. Это 24 довольно необычные миниатюры, расположенные перед текстом псалтири. Двенадцать разворотов, где на одной стороне представлены ветхозаветные пророки, а на другой — апостолы Нового завета. Фигуры выполнены в технике гризайли, а престолы, на которых восседают пророки и апостолы, имеют сложную архитектурную форму и изображены в перспективе. Боневё как миниатюрист явно находился под влиянием стиля Жана Пюселя, самая известная из работ которого — Часослов Жанны д’Эврё — к тому времени уже находилась в собрании герцога Беррийского.

### Скульптура

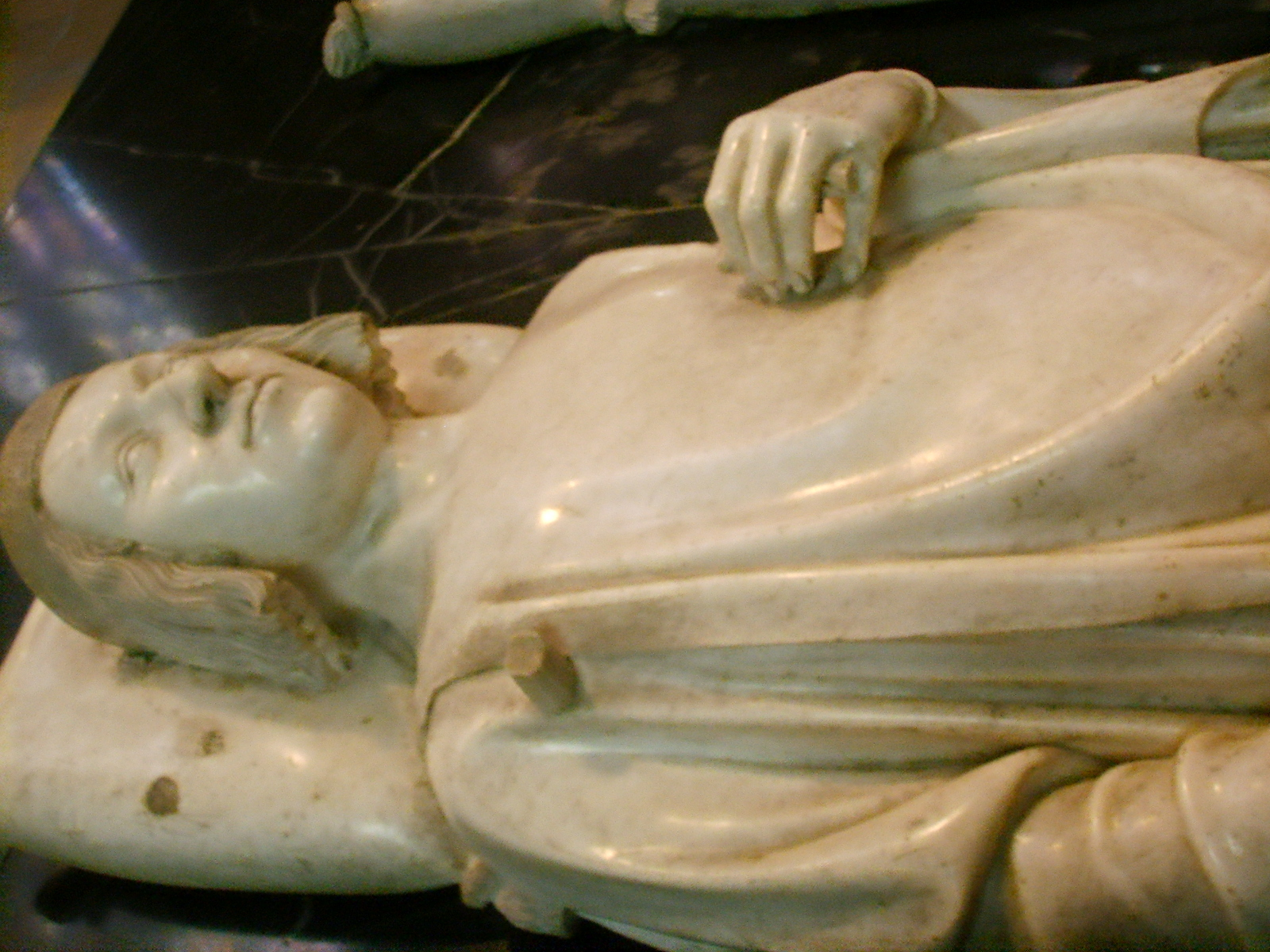
Андре Боневё. Надгробие короля Карла V в аббатстве Сен-Дени. (1366)

В 1365 году Карл V заказал Боневё четыре мраморных изваяния для надгробий его бабки и деда по отцовской линии, отца и самого себя. Скульптуры предназначались для аббатства Сен-Дени, усыпальницы французских королей. Их помпезность (белые изваяния покоились на основаниях из полированного чёрного мрамора), близость к захоронениям королей из династии Капетингов должны были подчеркнуть, что новая династия — Валуа — законные наследники французского трона. То, что престижная и высокооплачиваемая работа была поручена Андре Боневё, указывает на высокий статус скульптора во Франции в это время. Скульптура Карла V выполнена с соблюдением портретного сходства с ярко выраженными индивидуальными чертами, что резко отличает её от изображений членов его семьи. Возможно, другие надгробия созданы не самим Боневё, а его помощниками. В 1366 году платежи из королевской казны Боневё прекращаются, всего художник получил 4 700 франков золотом. Работу над надгробиями завершили другие скульпторы, в том числе Жан де Льеж. Хотя могилы были разрушены в 1793 году, их первоначальный вид известен благодаря рисункам, выполненным антикваром Роже де Геньере в конце XVII столетия. Сейчас сохранившиеся скульптуры установлены на простых основаниях.
Один из проектов, которыми Боневё был занят между 1374 и 1377 гг. — надгробный памятник графу Фландрии, Луи де Малю. Он не был осуществлён, но статуя Святой Екатерины, которая должна была располагаться у основания, сохранилась и ныне находится в церкви Богоматери в городе Кортрейк. Мягкий, естественный изгиб фигуры, характерные черты лица — это произведение Боневё даёт представление о элегантности его работ, которой восхищались Фруассар и другие современники скульптора.
После 1386 года Боневё создал несколько скульптур для замка герцога Беррийского Мегон-сюр-Йевр и для часовни его замка в Бурже. От скульптур Мегон-сюр-Йевр сохранился один фрагмент — голова бородатого мужчины (ныне в Лувре). Предположительно, это фрагмент одной из двенадцати статуй апостолов для часовни замка Мегон-сюр-Йевр. Существует также мнение, что она создана преемником Боневё — Жаном де Камбре, хотя большая часть исследователей признаёт в ней работу Боневё или его мастерской.
Оформление Мегон-сюр-Йевр, выполненное Боневё, было высоко оценено современниками. Брат Жана Беррийского, Филипп Бургундский, посылал в 1393 году в Мегон-сюр-Йевр художников, работавших при его дворе — Клауса Слютера и Жана де Боме, чтобы они могли ознакомиться с работами знаменитого скульптора.

### Картины и витражи
По архивным данным, Боневё в течение 1370-х создал надгробные скульптуры для графа Фландрии, картины для Зала муниципалитета в Валансьене, работал по заказам городов Ипра и Мехелена. Ни одна из этих работ Андре Боневё не сохранилась. Одна из монументальных работ Боневё — витражи, созданные для капеллы замка Жана Беррийского в Бурже. Капелла была построена по образу парижской Сент-Шапель и должна была стать герцогской усыпальницей. Во время революции часовня была разрушена, но её вид известен по картине XVIII века, хранящейся в музее в Бурже вместе с уцелевшими фрагментами скульптур. Некоторые из витражей сохранились и были установлены в склепе Буржского собора. Фигуры, изображённые на витражах в технике гризайли, должны были повторять изваяния, установленные в нишах снаружи здания.
В начале XX века на волне возросшего интереса к искусству средневековья обнаружилась тенденция приписывания произведений анонимных авторов известным художникам той эпохи. Боневё назывался создателем Хакендоверского алтаря, произведений Мастера Нарбоннского парамана, «Вестминстерского портрета» Ричарда II. Однако подобные атрибуции были основаны на поверхностном отношении к стилистическому подобию, присущему произведениям периода интернациональной готики и были отклонены серьёзными исследователями.